# Karl Klindworth
Karl Klindworth (ur. 25 września 1830 w Hanowerze, zm. 27 lipca 1916 w Stolpe) – niemiecki pianista, dyrygent i pedagog.

## Życiorys
W dzieciństwie uczył się gry na skrzypcach i fortepianie. W wieku 17 lat został dyrygentem w objazdowej trupie teatralnej, z którą dokonał pierwszego w Hanowerze wystawienia Proroka Giacomo Meyerbeera. W latach 1852–1853 studiował w Weimarze u Ferenca Liszta. Od 1854 do 1868 roku przebywał w Londynie, gdzie zaprzyjaźnił się z Richardem Wagnerem, który zlecał mu opracowania wyciągów fortepianowych ze swoich oper. W sezonie 1861 i 1862 organizował w Londynie serię koncertów symfonicznych i kameralnych, na których wykonywano utwory twórców dawnych i współczesnych, ze względu na trudny program były one jednak krytykowane na łamach prasy. W 1868 roku na zaproszenie Nikołaja Rubinsteina wyjechał do Moskwy, gdzie został nauczycielem fortepianu w nowo utworzonym Konserwatorium Moskiewskim. Po śmierci Rubinsteina opuścił w 1882 roku Rosję i udał się do Niemiec, gdzie objął funkcję dyrygenta Filharmoników Berlińskich. W latach 1886–1887 koncertował w Wielkiej Brytanii i Stanach Zjednoczonych. Po 1910 roku wycofał się z działalności koncertowej.
Jako dyrygent wykonywał dzieła m.in. Wagnera, Liszta, Brahmsa i Berlioza. W 1884 roku założył w Berlinie własną szkołę gry na fortepianie, która w 1893 roku została połączona z konserwatorium Xavera Scharwenki. Skomponował m.in. popularny Concert-Polonaise, a także 24 etiudy fortepianowe. Opracowywał wyciągi fortepianowe oper Wagnera od Rienziego do Parsifala, dokonywał też przeinstrumentowania dzieł innych kompozytorów. Wydawał zbiory utworów fortepianowych m.in. Fryderyka Chopina, dokonując jednak przy tym znaczących ingerencji redaktorskich.